# Боешеп
Боешеп (фр. Boeschepe) насеље је и општина у североисточној Француској у региону Север-Па д Кале, у департману Север која припада префектури Денкерк.
По подацима из 2011. године у општини је живело 2.193 становника, а густина насељености је износила 161,37 становника/km². Општина се простире на површини од 13,59 km². Налази се на средњој надморској висини од 74 метара (максималној 153 m, а минималној 28 m).

## Демографија
| 1962. | 1968. | 1975. | 1982. | 1990. | 1999. | 2011. |
| ----- | ----- | ----- | ----- | ----- | ----- | ----- |
| 1.945 | 2.015 | 1.883 | 1.747 | 1.906 | 2.012 | 2.193 |